# Aureum Chaos
L'Aureum Chaos és una estructura geològica del tipus chaos a la superfície de Mart, situada amb el sistema de coordenades planetocèntriques a -1.27 ° de latitud N i 335.73 ° de longitud E. Fa un diàmetre de 351.03 km. El nom va ser fet oficial per la UAI l'any 1976 i el pren d'una característica d'albedo.